# Silvia Dias
Silvia Dias (* 22. April 1986) ist eine portugiesische Sängerin.

## Leben
Silvia Dias wurde bei einem Konzert geboren, das ihre Mutter gab. Seit dem 15. Lebensjahr ist Silvia Dias solo und in Bands aktiv, sang etliche Werbejingles und für eine Benefiz-Aktion. Dias spielte seither auch Titelmelodien für das Fernsehen ein und trat im Alter von 17 Jahren beim Montreux Jazz Festival auf. Im Frühjahr 2008 kam ihre erste Single „Realize“ in die Läden; Januar 2009 folgte nach vier Jahren Arbeit ihr Debütalbum „Love Is Paramount“, mit dem sie in die Album-Newcomercharts auf Platz 13 einstieg.
Seit 2008 ist eine nach ihr benannte Schuhkollektion auf dem Markt. Sie hatte unter anderem Auftritte im SWR, im WDR, im ZDF-Fernsehgarten sowie bei RTL und VOX.
Im Mai 2011 kam ihr zweites Album Yesterday a Dreamer auf den Markt. Im Mai 2011 veröffentlichte sie auch ihre erste Singleauskopplung Super Day, welcher auch der Soundtrack des Kinofilms Powder Girl ist. Im November 2014 veröffentlichte sie mit dem Weihnachtslied Way Back Home for Christmas, ihren nächsten Song, der wieder den Sprung in die Airplay Charts schaffte.

## Diskografie
Alben
- Love Is Paramount, 2009
- Yesterday a Dreamer, 2011

Singles
- Realize, 2008
- Thank You, 2008
- Super Day, 2011
- Way Back Home for Christmas, 2014

## Preise
- 2011: Best Voice Award im Rahmen des www.drums.de Musik-Fach Awards 2011[9]